# Tom Moosmayer
Tom Moosmayer (* 1. Oktober 1979 in Eupen, Belgien) ist ein belgischer Fußballspieler.

## Karriere
Der Mittelfeldspieler mit dem starken linken Fuß begann 1983 mit dem Fußballspielen, jedoch im Ausland – wenngleich nur bis kurz hinter der belgisch-deutschen Grenze. Er trat damals dem FC 13 Roetgen bei. Seit 1997 trainierte er dort zudem mehrere Jugendmannschaften.
2003 wechselte er zu Alemannia Aachen, wo er fortan in der zweiten Mannschaft spielt. Mit der Alemannia-Reserve wurde er in der Saison 2003/04 Meister der Verbandsliga Mittelrhein und stieg in die Oberliga Nordrhein. Moosmayer war Kapitän des Teams und erzielte in 30 Einsätzen 14 Tore. Auch in der Folgesaison erwies er sich als zuverlässiger Torjäger (27/9).
Aufgrund von Personalsorgen berief Trainer Michael Frontzeck den Belgier nach der Winterpause 2006/07 einige Male ins Training der ersten Mannschaft. Erstmals saß er am 17. März 2007 beim Bundesligaspiel gegen Arminia Bielefeld bei den Profis auf der Ersatzbank; auch für die Partie am 31. März 2007 gegen den VfB Stuttgart wurde der Eupener nominiert. Zu Einsätzen in der ersten Mannschaft kam er jedoch nicht, und so wechselte Moosmayer zur Saison 2007/08 nach Ostfriesland zu Kickers Emden in die Regionalliga Nord. Nach der Qualifikation für die 3. Liga bestritt Moosmayer am 26. Juli 2008 sein erstes Profispiel.
Moosmayer arbeitete außerdem für die Fußballschule „Do It – Soccer University“ als Trainer am Stützpunkt Aachen und in den Ferien-Camps. Der Belgier spielte mehrmals für die Aachener Kreisauswahl und für die Auswahl des Fußball-Verbandes Mittelrhein; in eine belgische Auswahlmannschaft wurde er jedoch nie berufen.
Zur Saison 2009/10 wechselt Moosmayer zum Zweitligisten Rot Weiss Ahlen und unterschrieb einen Einjahresvertrag mit der Option auf ein weiteres Jahr. Der Vertrag wurde in der Winterpause der Saison aufgelöst, sodass Moosmayer zu den Kickers Offenbach wechselte, wo er einen Vertrag bis Saisonende erhielt. Danach wechselte er zum Regionalligisten Wuppertaler SV Borussia. Im Januar 2013 ließ er seinen Vertrag dort auflösen und wollte daraufhin zum Drittligisten Alemannia Aachen wechseln, was vom Deutschen Fußball-Bund aufgrund bestehender Liquiditätslücken jedoch untersagt wurde. Daraufhin schloss er sich seinem Stammverein, dem FC 13 Roetgen, in der Kreisliga A an. Zur Saison 2013/14 wechselte Moosmayer zu Alemannia Aachen.

## Privates
Tom Moosmayer absolvierte nach Abschluss der Fachhochschule eine Ausbildung zum Versicherungskaufmann. Seit Juni 2006 ist er studierter Diplom-Medienwirt.